# Цейтлин, Александр Захарович
Алекса́ндр Заха́рович Це́йтлин (также Заха́рьевич; 18 30 мая 1894, Ростов-на-Дону, Российская Империя — 1985, Харьков, УССР, СССР) — советский хирург, учёный-медик, доктор медицинских наук (1941), профессор (1934), заведующий кафедрами общей и факультетской хирургии Харьковского медицинского института.

## Биография
Родился 18(30) мая 1894 года в Ростове-на-Дону, в семье Зельмана Мееровича (Захария Марковича) Цейтлина (1859—?), вольнопрактикующего врача, затем ординатора Ростовской еврейской больницы, специалиста в области акушерства и венерических заболеваний, в 1901 году вместе с женщиной-врачом М. А. Бабель-Бухштаб в Ростове учредившего гинекологическую лечебницу с родильным приютом, в 1912 году уже самостоятельно — частную лечебницу З. М. Цейтлина, члена попечительского совета талмуд-торы при Солдатской синагоге в Ростове-на-Дону. Мать — Елизавета Александровна. Учился на медицинском факультете Императорского Варшавского университета, который был в 1915 году был переведён в Ростов-на-Дону и преобразован в Донской университет (А. З. Цейтлин окончил медицинский факультет последнего в 1917 году). В 1918—1920 годах был ординатором госпитальной хирургической клиники этого университета.
Научная и педагогическая деятельность А. З. Цейтлина была связана с Ростовским медицинским институтом и Харьковским медицинским институтом, где основными темами его исследований были нарушение реакций иммунитета и аллергии в патогенезе гнойно-инфекционных заболеваний, разработка учения о «биологической антисептике», изучения влияния лизоцима на раневой процесс в инфицированных ранах и его возможного значения в гнойной хирургии. Занимался также разработкой хирургических вмешательств при опухолях гипофиза, дисциркуляторными расстройствами головного мозга, нейротравматизмом. В 1920—1923 годах — ординатор и ассистент кафедры факультетской хирургии Харьковского университета (стажировался в Харьковском медико-механическом институте под руководством К. Ф. Вегнера, изучал новый метод функционального лечения переломов костей, затем под руководством Н. П. Тринклера), в 1923—1933 годах — ассистент и доцент госпитальной хирургической клиники Ростовского медицинского института, работал в хирургическом отделении Ростовской городской больницы. В 1930—1931 годах — на стажировке в Бостоне.
В 1933—1941 годах — профессор и заведующий кафедрой общей хирургии лечебного факультета Харьковского медицинского института, где сосредоточился на вопросах желудочной и сердечно-сосудистой хирургии, одним из первых в СССР начал заниматься проблемой наложения сосудистого шва. По его инициативе в Харькове были созданы первые специализированные отделения грудной хирургии и анестезиологии.
Диссертацию доктора медицинских наук по теме «Сосудистый шов: Опыт его функционального обоснования теорией магистрального кровообращения» защитил 21 июля 1941 года в Харькове и 16 августа избран заведующим кафедрой факультетской хирургии Харьковского медицинского института. Возглавлял эту кафедру на протяжении 29 лет до июня 1970 года.
Осенью 1941 года вместе с Первым харьковским медицинским институтом был эвакуирован в Чкалов, где помимо педагогической деятельности был главным хирургом отдела эвакогоспиталей Чкаловского облздравотдела. Занимался вопросами лечения ран, огнестрельных переломов бедра, контрактур суставов, огнестрельных абсцессов, восстановительной и реконструктивной хирургией костно-суставного и сухожильно-мышечного аппарата, свободной пересадкой кожи. Летом 1944 года вместе с Харьковским медицинским институтом был реэвакуирован в Харьков. В послевоенные годы обобщил работы по военным ранениям и их последствиям, восстановительной и реконструктивной хирургии, занимался разработкой физиологической основы клинической хирурги, изучением действия антибиотиков при гнойной инфекции, а также вопросами нейрохирургии и хирургии эндокринной системы, абдоминальной хирургии, позже — по хирургии жёлчных путей и поджелудочной железы, урологии и нефрологии, анестезиологии. Ряд работ посвящён реконструктивной хирургией грудного отдела пищевода при его полной рубцовой непроходимости.
В 1957 году при кафедре факультетской хирургии на базе областной клинической больницы впервые в Харькове организовал анестезиологическую службу, которая готовила кадры врачей-анестезиологов и сестёр-анестезисток для Харькова и Харьковской области. Автор 132 научных работ. Под его руководством защищено 9 докторских и 39 кандидатских диссертаций. Член редакционной коллегии ряда научных сборников. 39 лет состоял членом Харьковского научного общества хирургов: с 1945 года — заместитель председателя, с 1970 года — председатель, с 1974 года — почётный член. По инициативе А. З. Цейтлина в 1971 году была организована первая на Украине секция поликлинических хирургов при Харьковском научном хирургическом обществе.
В 1979 году избран почётным членом Всесоюзного научного общества хирургов. Удостоен премии имени С. П. Фёдорова (1945), награждён орденами и медалями. Среди учеников А. З. Цейтлина — А. А. Шалимов.

## Семья
- Брат — Марк Захарович Цейтлин (1901—1971), сценарист и редактор[13].
- Брат — Виктор Захарович Цейтлин (1905—?), инженер-майор, ведущий инженер дизелеремонтного завода и бронетанкового развода в Саратове[14][15], кандидат технических наук, автор книг (с А. М. Борздыкой) «Термическая обработка жаропрочных сталей и сплавов» (М.: Машиностроение, 1964) и «Структура и свойства жаропрочных сплавов в связи с термической обработкой» (М.: Машиностроение, 1967)[16].
- Жена (с 1917 года) — Полина Исааковна Ельницер[17].